# Ponytail

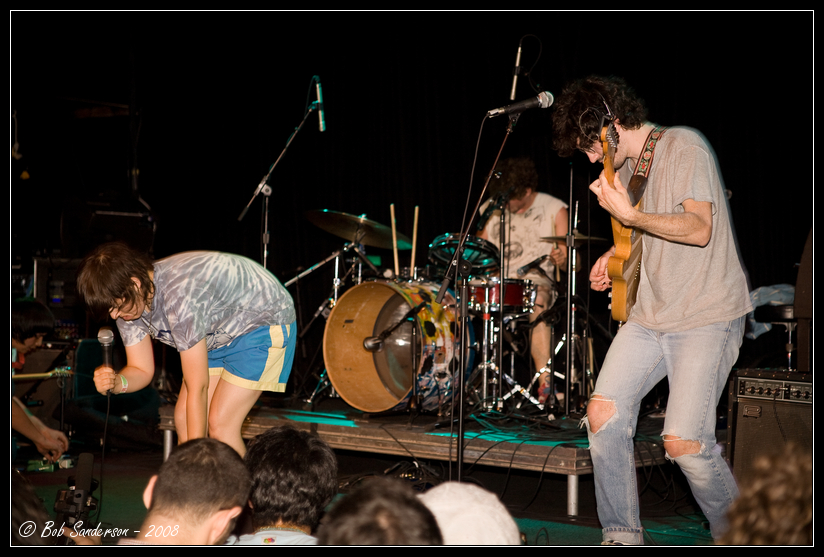
Ponytail, 2008

Ponytail è un gruppo musicale art rock statunitense, costituito da quattro elementi, formatosi a Baltimora.

## Discografia
La band ha effettuato tour a livello internazionale, e fino ad ora ha pubblicato tre album:
- Kamehameha (We Are Free, 2006)
- Ice Cream Spiritual (We Are Free, 2008)
- Do Whatever You Want All The Time (We Are Free, 2011)[1]

### Singles
- Celebrate the Body Electric (It Came from An Angel) (We Are Free. April 29, 2008)

### Duston Wong solo
- Infinite Love (Thrill Jockey, 2010)